# Балка Північна Червона (заказник)
Ба́лка Півні́чна Черво́на — ландшафтний заказник місцевого значення в Тернівському районі Кривого Рогу, Дніпропетровська область. Оголошений об'єктом природно-заповідного фонду виконкому Дніпропетровської обласної ради від 9 червня 1988 № 391.

## Загальні відомості
Балка Північна Червона розташована на території північно-західної околиці Кривого Рогу, колишнє р/у ім. Леніна. Підпорядкована Криворізькій міській раді. Створений для розширення меж ландшафтного заказника загальнодержавного значення Червона Балка Північна.

## Галерея

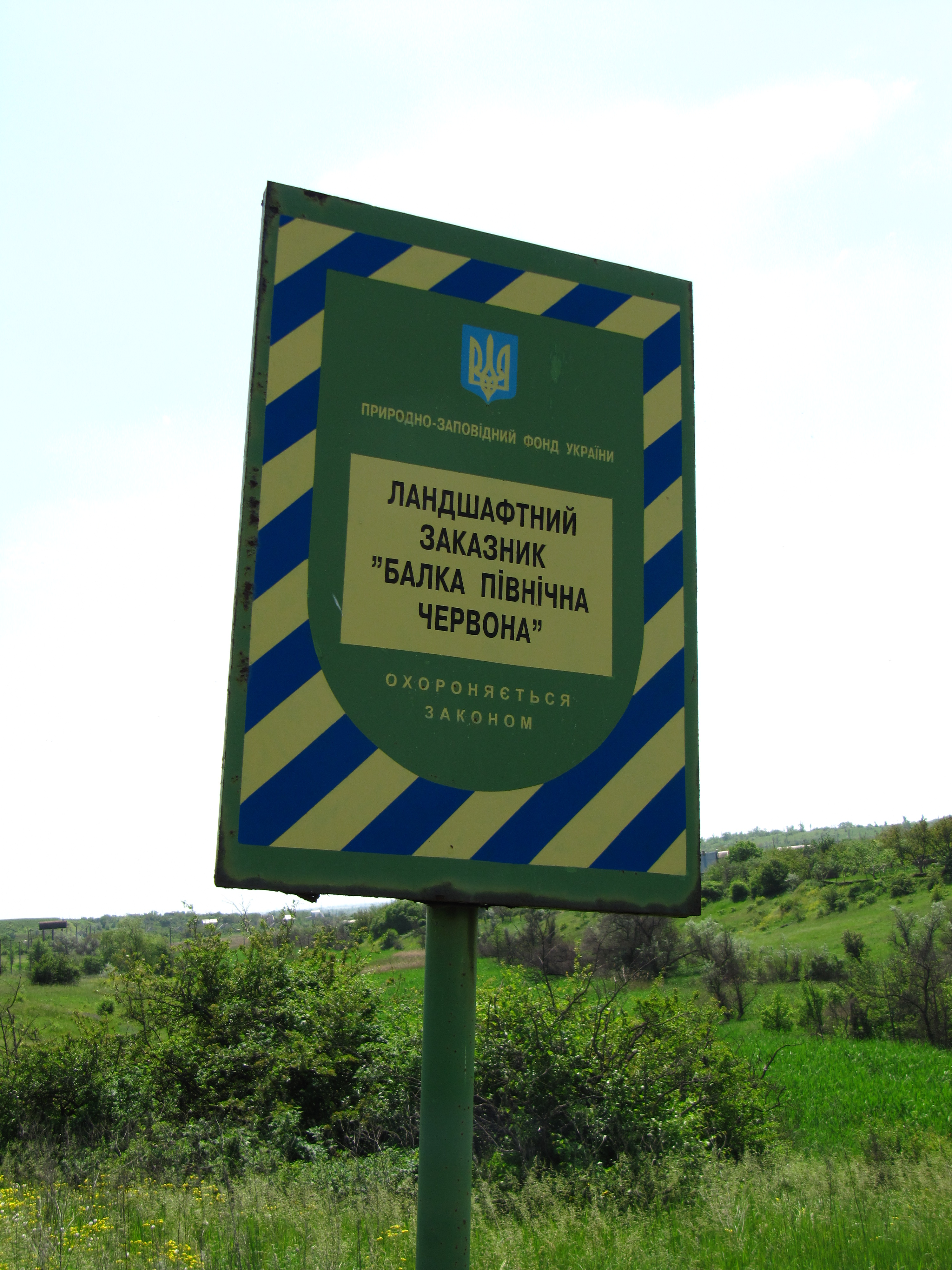
одна з п'яти природоохоронних табличок балки
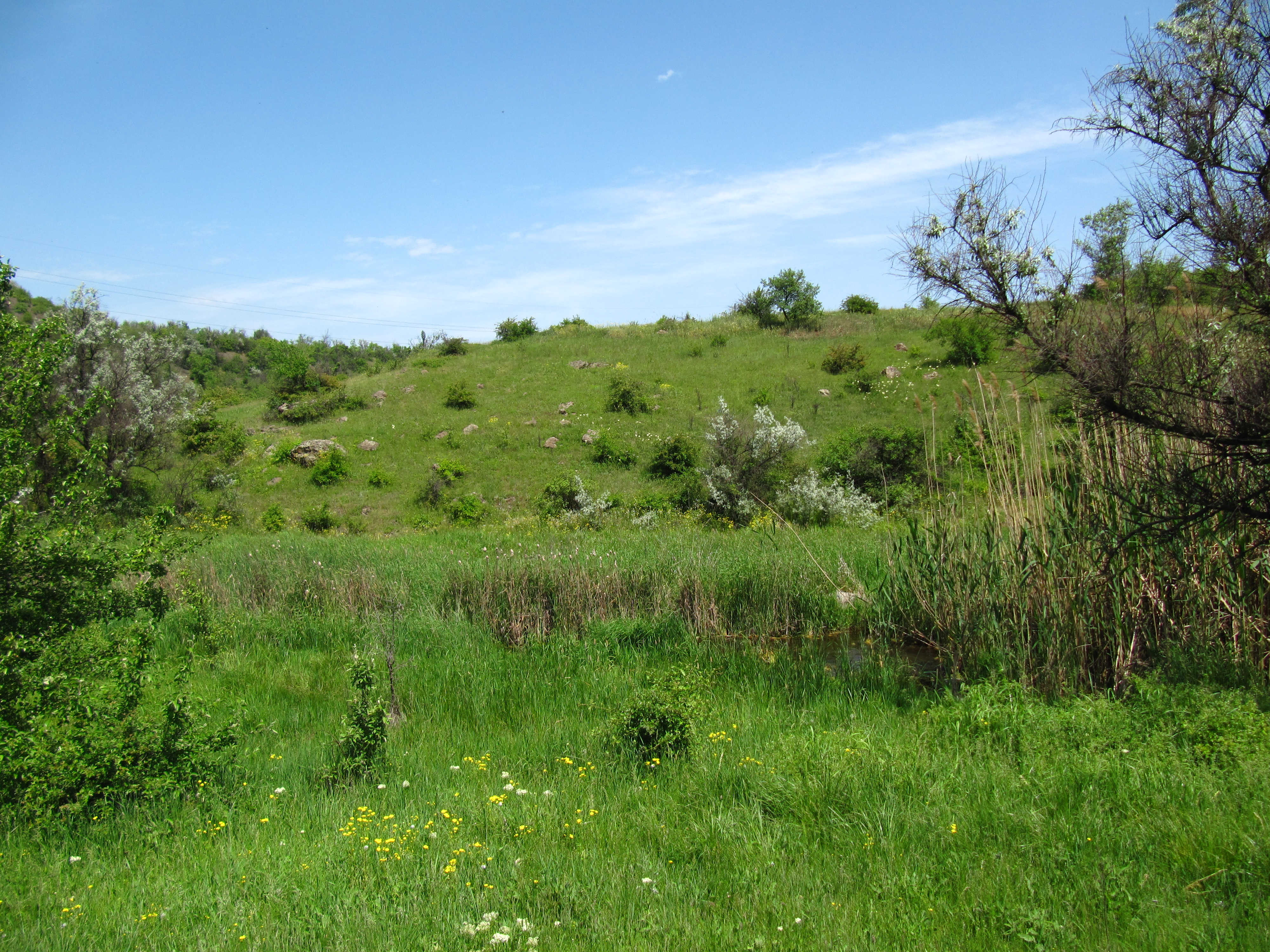
потік та кам'янистий півнвчно-східний схил балки
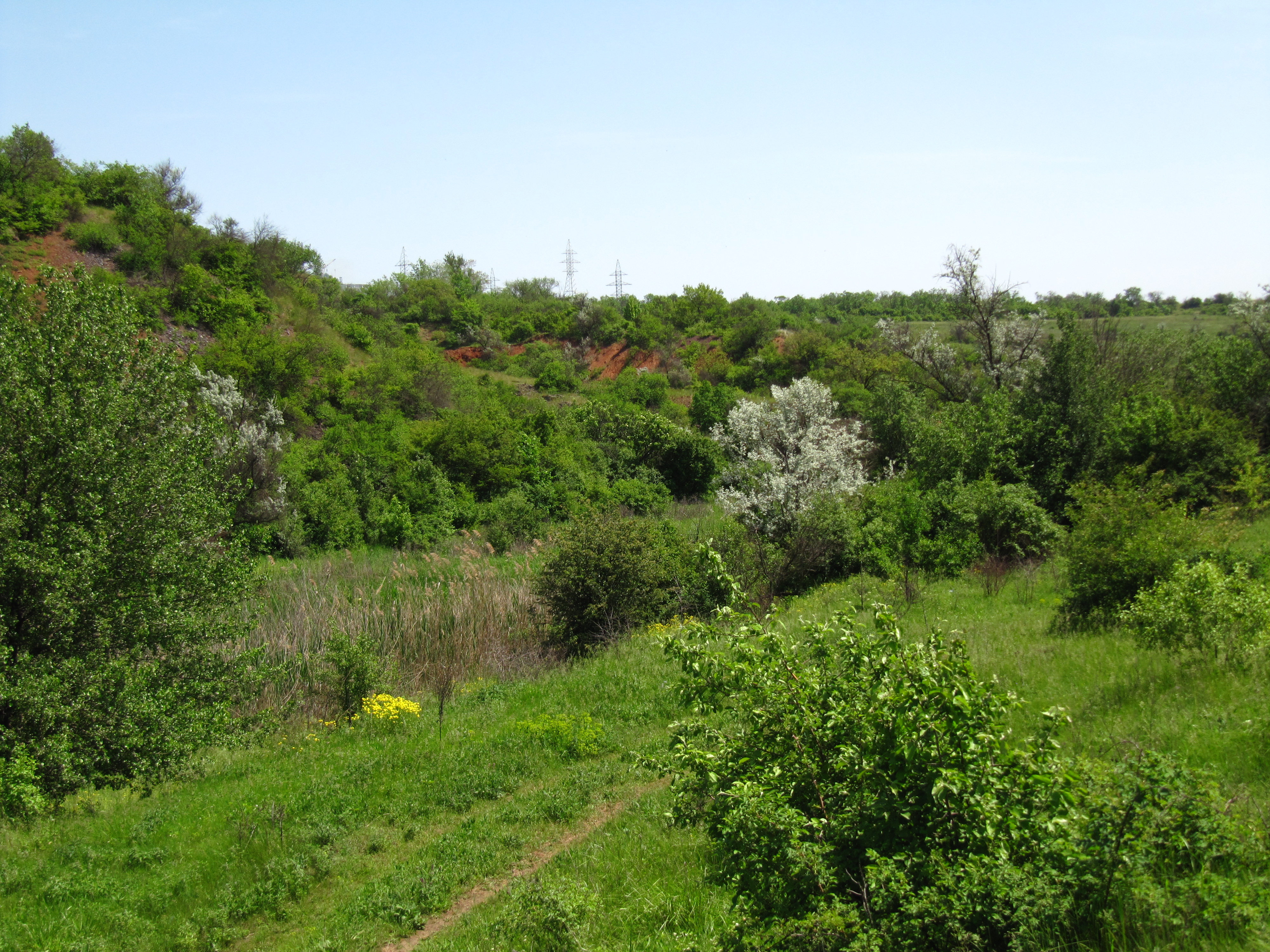
На фото нижня частина балки, біля потоку. В цій зоні північно-східний схил балки формують давні залізорудні відвали.
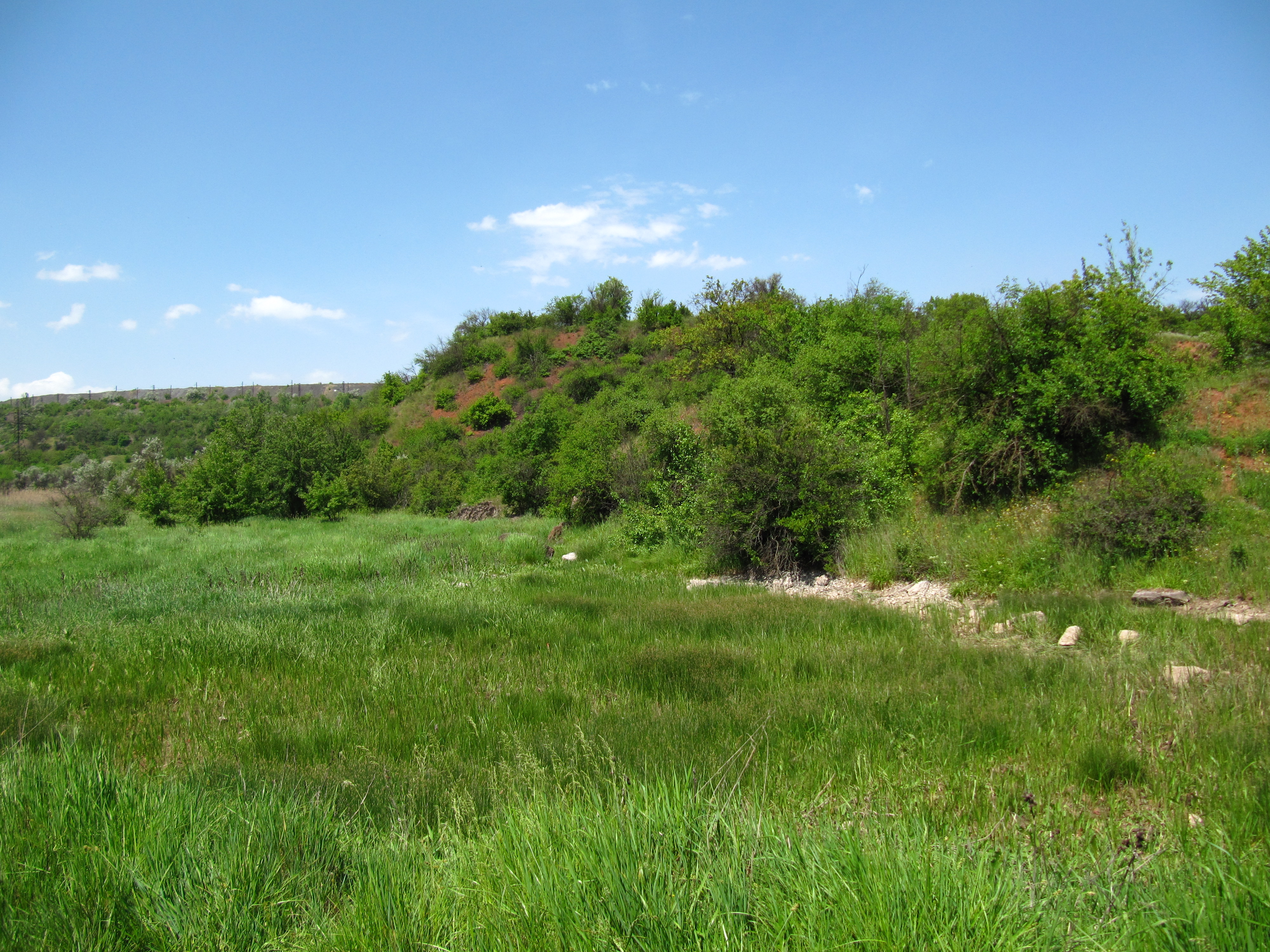
Луки на місці колишнього ставочка, а також вид на відвали північно-східного схилу балки.
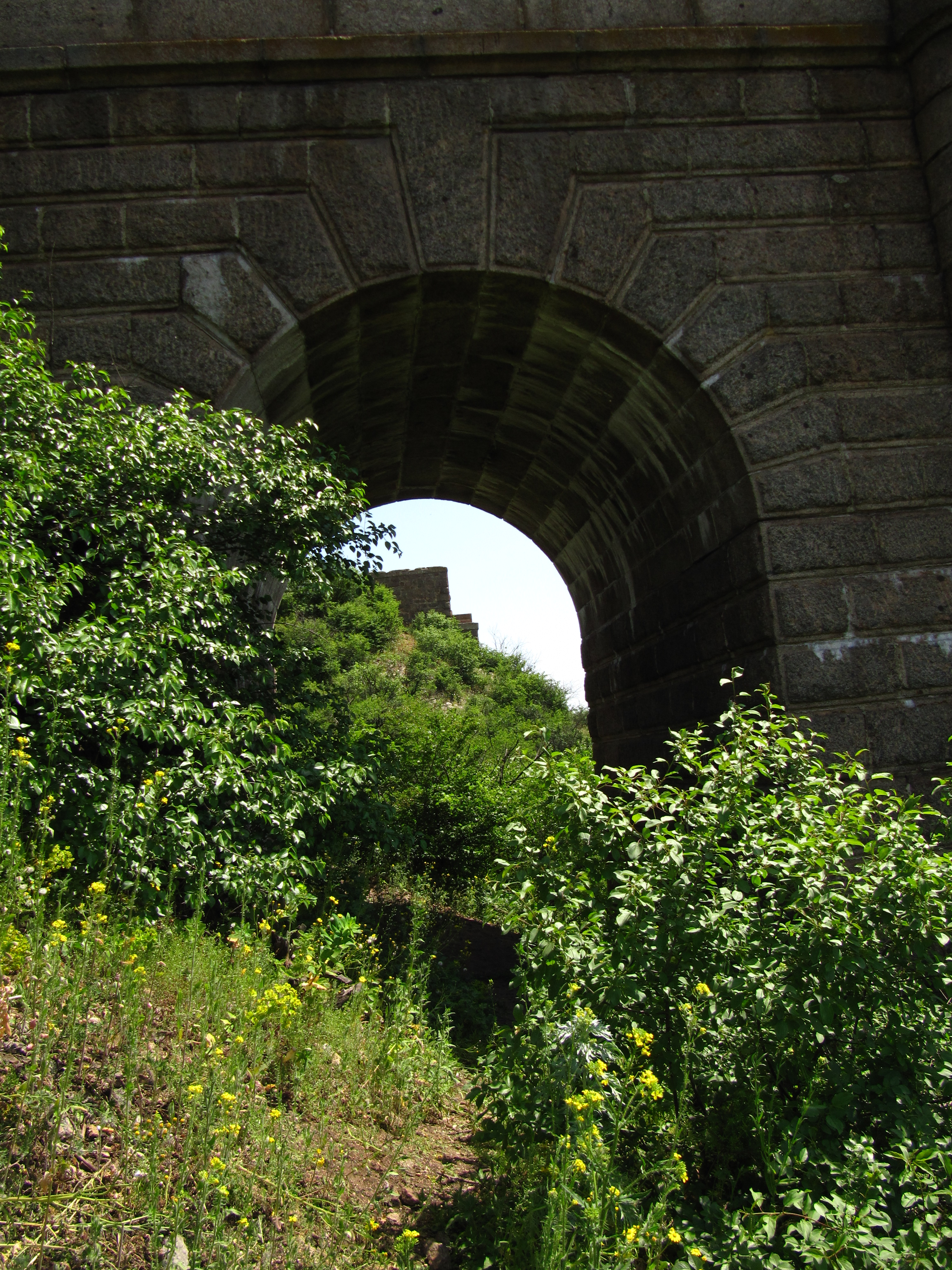
Арка лівобережного устою червоного мосту
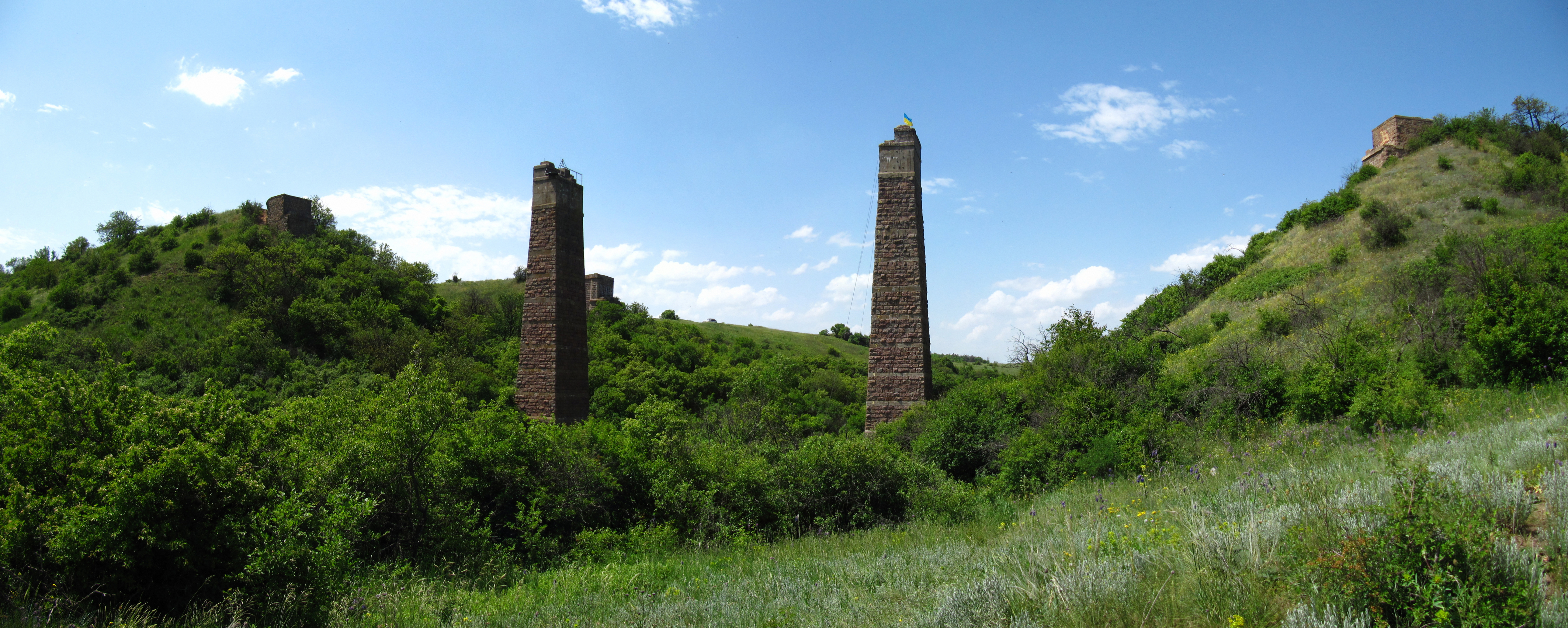
Панорама гирла Червоної балки та руїн червоного мосту
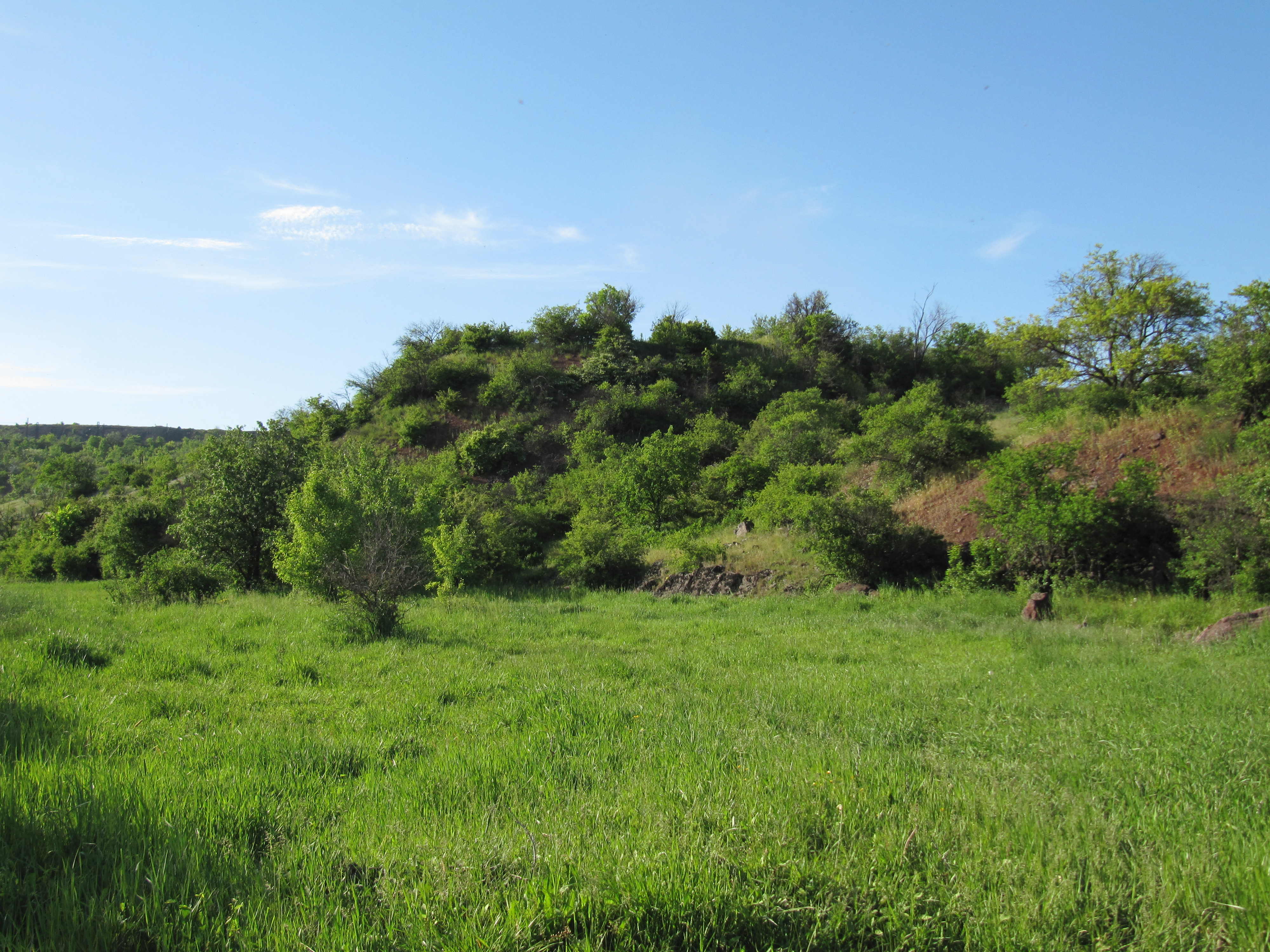
Балка Північна Червона
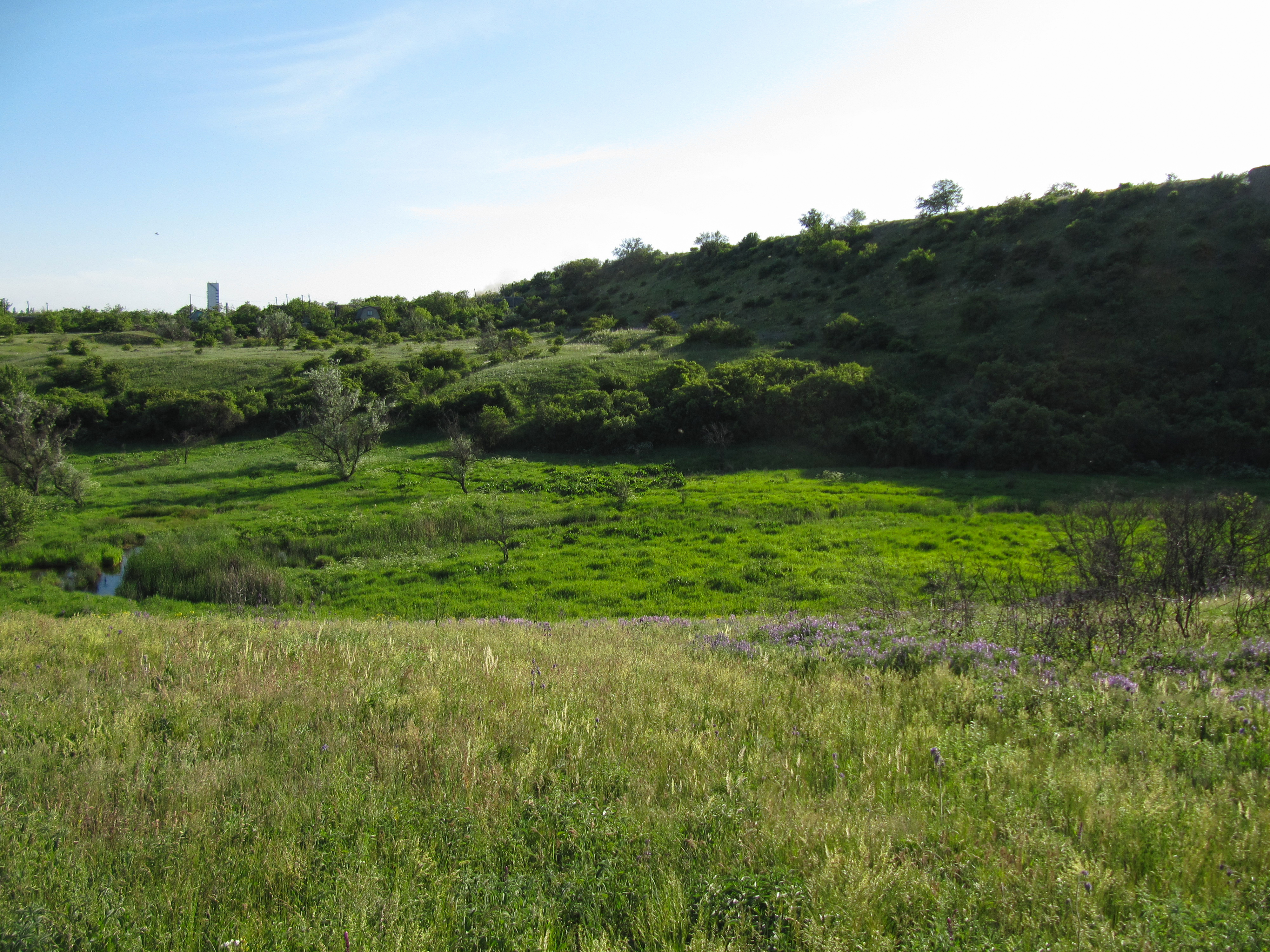
Балка Північна Червона